# Elmira (keresztnév)
Az Elmira arab eredetű spanyol női név, jelentése: hercegnő.

## Rokon nevek
Almira

## Gyakorisága
Az újszülötteknek adott nevek körében az 1990-es években szórványosan fordult elő. A 2000-es és a 2010-es években sem szerepelt a 100 leggyakrabban adott női név között.
A teljes népességre vonatkozóan az Elmira sem a 2000-es, sem a 2010-es években nem szerepelt a 100 leggyakrabban viselt női név között.

## Névnapok
- március 9.[2]
- május 28.[2]
- augusztus 25.[2]

## Híres Elmirák
- Elmira Minita Gordon, Belize kormányzója